# William Welwod
William Welwod (1578 - 1622) was een Schotse rechtsgeleerde die als eerste de wet van de zee in de Engelse taal opstelde. Welwod is vooral bekend als opponent van het Mare Liberum ("de vrije zee"), het idee van Hugo de Groot dat de zeeën en oceanen vrij zijn voor iedereen en niet het eigendom van iemand. Welwod gebruikte Bijbelse teksten om te redeneren dat naties in sommige gevallen wel exclusieve rechten over hun territoriale wateren hebben.
Hij schreef de eerste Britse verhandeling over de wet van de zee, The Sea Law of Scotland, uitgegeven in 1590. In het voorwoord schreef hij dat het boek gericht was aan Schotse zeelui en handelaren. Het was geschreven in een voor een breed publiek toegangelijke stijl en presenteerde de wet van de zee als een reeks simpele regels.
Welwod was een hoogleraar van civiel recht aan de Universiteit van St Andrews tot 1611, toen hij naar Engeland vertrok. Daar herschreef hij The Sea Law of Scotland tot een nieuwe verhandeling, An Abridgement of All Sea-Lawes (1613), dat ook een hoofdstuk bevatte waarin hij tegen het Mare Liberum van Hugo de Groot argumenteerde. Dit hoofdstuk, "Of the Community and Propriety of the Seas", werd later uitgebreid tot een volledig werk onder de naam De dominio maris (1615).
Hij zag het Mare Liberum van Hugo de Groot vooral als een poging om de grootschalige Nederlandse haringvisserij langs de kust van Schotland goed te praten. Volgens Welwod was dit de reden dat de Schotse visserij langs de oostkust van Schotland geheel was ingestort.
Hugo de Groot pareerde Welwods kritiek in Defensio capitis quinti Maris Liberi oppugnati a Gulielmo Welwodo ("Verdediging van de vijf vrije oceanen, aangevallen door William Welwod"). Dit werk werd rond 1616 geschreven maar werd pas in 1872 uitgegeven. In deze verhandeling klaagde Hugo de Groot dat Welwod zijn argumenten verkeerd begrepen had. Mare Liberum was volgens hem niet bedoeld als argument dat alle zeeën vrij zouden moeten zijn om in te vissen, maar was er voornamelijk op gericht om Nederland toegang te geven tot de handel met Oost-Indië, dat tot die tijd was voorbehouden aan Portugal.